# Marco Soldi
Marco Soldi (Roma, 6 ottobre 1957) è un fumettista italiano.

## Biografia

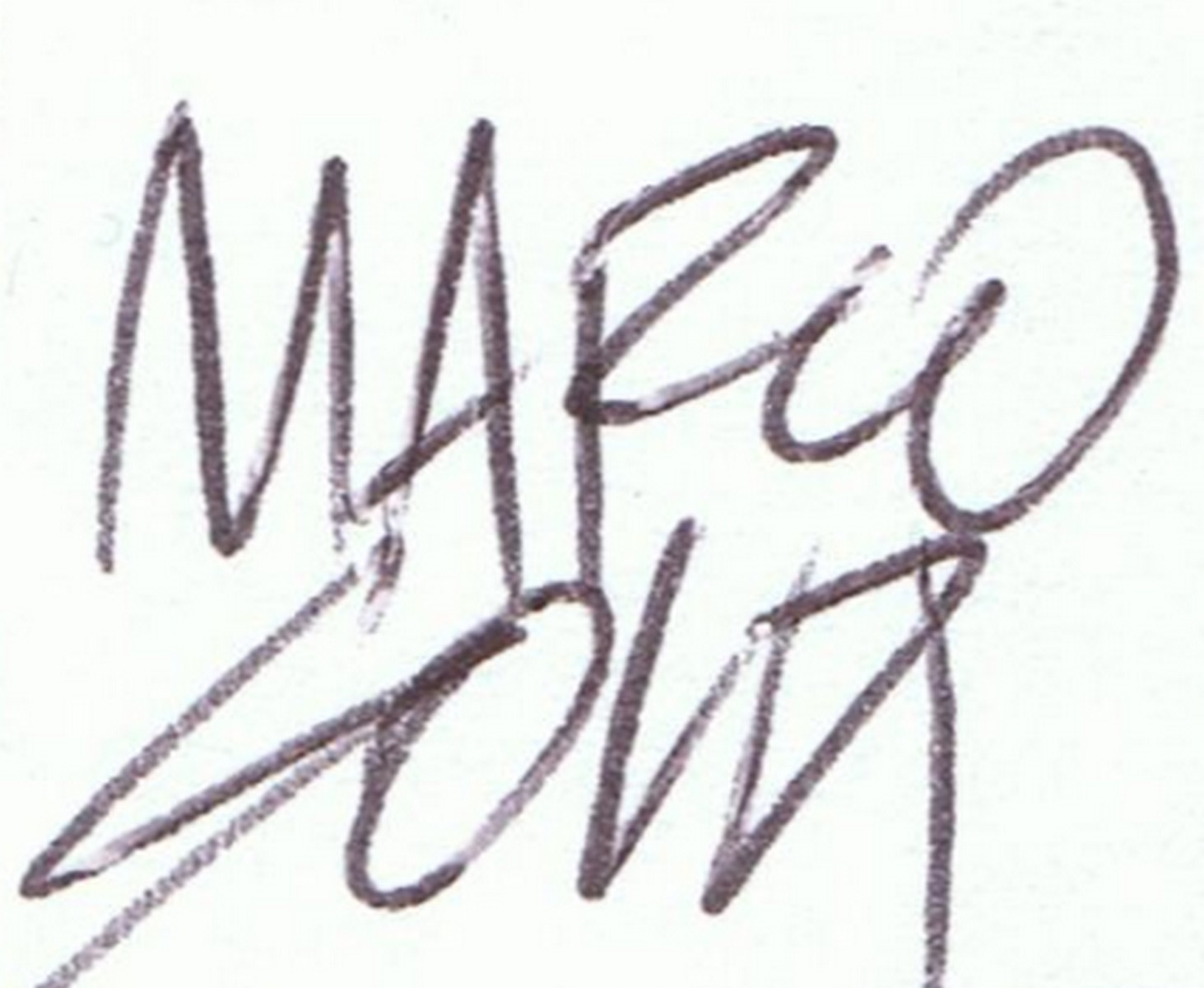
Autografo di Marco Soldi

Appassionato di fumetto fin dall'infanzia, dopo aver conseguito il diploma al liceo scientifico frequenta la Scuola del Fumetto di Eugenio Sicomoro e, dal 1980, comincia a lavorare per molte testate, tra cui Intrepido, Splatter (rivista), Lanciostory e Skorpio.
A partire dal 1993, Soldi collabora con la Sergio Bonelli Editore disegnando per Dylan Dog e Julia, testata di cui è anche stato il primo copertinista.
Fitta è pure la sua collaborazione con Il Giornalino, per il quale disegna la serie Alex Barzini, e con la Granata Press per la rivista Nero.

### Storie per Julia
- Giancarlo Berardi (testi), Marco Soldi (disegni); Jerry è sparito, in Julia - Le avventure di una criminologa n. 6, Sergio Bonelli Editore, marzo 1999.
- Giancarlo Berardi, Maurizio Mantero e Claudia Salvatori (testi), Marco Soldi, Gustavo Trigo e Enio Legisamón (disegni); Il delitto negato, in Julia - Le avventure di una criminologa n. 17, Sergio Bonelli Editore, febbraio 2000.

- Giancarlo Berardi (testi), Marco Soldi e Laura Zuccheri (disegni); Skip il ladro, in Julia - Le avventure di una criminologa n. 36, Sergio Bonelli Editore, settembre 2001.
- Giancarlo Berardi e Lorenzo Calza (testi), Marco Soldi e Luigi Pittaluga (disegni); Un mondo di pugni, in Julia - Le avventure di una criminologa n. 89, Sergio Bonelli Editore, febbraio 2006.

- Giancarlo Berardi e Lorenzo Calza (testi), Marco Soldi (disegni); Tra le braccia della notte, in Julia - Le avventure di una criminologa n. 173, Sergio Bonelli Editore, febbraio 2013.

Oltre ad aver disegnato questi albi, è stato anche copertinista della serie dal numero 1 al 157.

### Storie per Dylan Dog
- Tiziano Sclavi & Mauro Marcheselli (testi), Marco Soldi (disegni); Oltre la morte, in Dylan Dog n. 88, Sergio Bonelli Editore, gennaio 1994.
- Paola Barbato (testi), Marco Soldi (disegni); Il giardino delle illusioni, in Dylan Dog n. 279, Sergio Bonelli Editore, dicembre 2009.